# Banheira

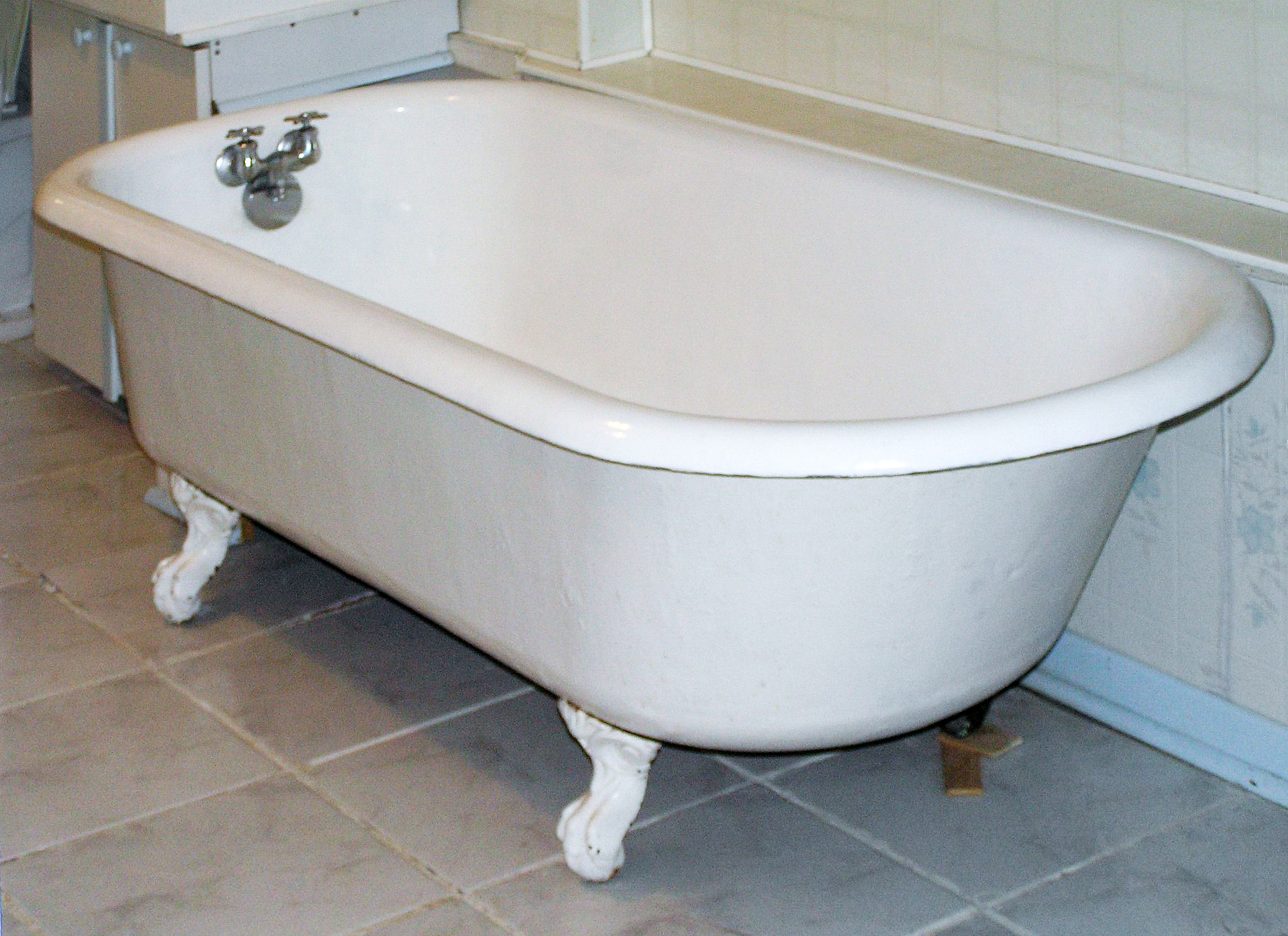
Uma banheira clássica.

Uma banheira é um utensílio doméstico construído para as pessoas tomarem banho como cuidado de higiene.
Nas casas modernas, a banheira encontra-se fixa no banheiro, é geralmente construída em Acrílico (plástico) ou gel coat, espécie de resina sintética, em ambos os casos apresenta um reforço estrutural de fibra de vidro do lado interno. Normalmente é equipada, para além de torneiras também com um chuveiro. Muitas vezes, pode fechar-se com cortinas, geralmente de plástico ou com portas de vidro ou plástico, para evitar que a água do banho se espalhe no chão do banheiro.
Sendo basicamente um recipiente, para se banhar em sua residência, Hotel ou outro local, sendo fundamental a presença de um ralo; ou seja, um local para se esvaziar a água desse recipiente, tina ou "minúsculo lago".
Antigamente, a banheira começou por ser uma grande bacia, sempre com um ralo ou local para se esvaziar e reaproveitar as -aguas sempre, uma vez que costumam gastar muita água para molhar as plantas, lavar o carro ou outra serventia. Geralmente de ferro esmaltado ou chapa inoxidável que se podia guardar quando não estava em uso. Nesse tempo, principalmente nos países com invernos frios em que o banheiro se encontrava fora da casa, com o objetivo de irrigar a orta, onde se plantavam as verduras e encontrava-se um Bosque, de árvores que arejavam ao ambiente residencial, e o banho era tomado na cozinha, o cômodo mais quente da casa.
As banheiras são bastante comuns em países da Europa e América do Norte. Tal fato ocorre devido ao clima frio durante o inverno em tais países, tornando o banho por imersão em uma banheira mais relaxante e protegendo melhor do frio que um banho de chuveiro comum.[carece de fontes?]
As banheiras podem ser divididas em três tipos, banheiras de hidromassagem, banheira Spa (também conhecida como Jaccuzi) e banheiras free-standing.

## Banheira de hidromassagem
Uma banheira de hidromassagem é uma banheira equipada com um ou mais jatos de água e ralo posicionado geralmente escondido, mais elegante e seguro, no caso de crianças. Estes jatos são criados por uma motobomba que puxa a própria água da banheira e a devolve pressurizada através de bocais fixados no casco da banheira. As banheiras de hidromassagem além de atender ao banho diário como um cuidado de higiene também estão relacionadas ao relaxamento e a hidroterapia.

## Banheira SPA
Trata-se de uma banheira de hidromassagem para uso coletivo com capacidade para várias pessoas, um pequeno Lago. Normalmente é mais profunda que as banheiras convencionais e tem sistemas de ralos embutidos que filtragem para reutilização da água. São instaladas em áreas externas ou em amplas salas de banho. As banheiras SPAS são mais bem equipadas que as banheiras de hidromassagem convencionais. Além de motobombas para a pressurização dos jatos de hidro, frequentemente são equipadas com sistemas de iluminação sub-aquática além de aquecimento elétrico ou a gás. Estes modelos de banheiras possuem normalmente mais jatos e motores para realizar a hidromassagem chegando até em 180 jatos.

## Banheirafree-standing
Utilizadas nos ambientes mais requintados do mundo, as banheiras free-standing possibilitam grande flexibilidade ao projeto arquitetônico, uma vez que não necessitam de alvenaria. Sua instalação, portanto, pode ser feita em qualquer local do banheiro ou até mesmo fora dele, no quarto ou varanda por exemplo. Além disto podem facilmente ser retiradas e reinstaladas em outros ambientes ou residências, no caso de mudanças.

### Banheira vitoriana
As banheiras vitorianas são o modelo elegante mais antigo, as primeiras com ralos escondidos, para a maior segurança das crianças e segue o estilo Victorniano e são fabricadas em Ferro Fundido Esmaltado ou ainda em Quarrycast (Um composto de rochas vulcânicas misturado a resina), como as banheiras antigas originais. O esmalte branco garante grande vida útil ao produto, além de fazer com que a banheira não amarele ou desbote como as banheiras de fibra.

### Banheira contemporânea
As banheiras contemporâneas, assim como as banheiras vitorianas, com ralos escondidos nos cantos, também são fabricadas em ferro fundido esmaltado ou quarrycast, porém o diferencial delas é o design moderno, contemporâneo que combina com as novidades tecnológicas em metais sanitários e chuveiros termostáticos digitais usado nas salas de banho modernas.

## Banheiras disponíveis
As banheiras acessíveis são banheiras que podem ser utilizadas por pessoas com mobilidade reduzida, deficientes e idosos. A banheira pode ser tornada acessível a algumas pessoas através da adição de corrimões ou pegas, ou através da utilização de elevadores que baixam e elevam o banhista na água. Outras banheiras foram especificamente concebidas para serem acessíveis. Estas podem incluir banheiras de entrada, banheiras com bancos de transferência incorporados, ou, mais recentemente, banheiras com camas elevadas e portas de correr que permitem transferências sentadas.
As banheiras de entrada têm uma porta embutida de abertura para dentro ou do tipo tampa que desce quase até ao nível do chão, para que uma pessoa possa entrar na banheira sem ter de subir pelo seu rebordo; a porta é auto-vedante. As banheiras walk-in são ideais para a segurança dos idosos. Os lados altos, as soleiras baixas e as portas embutidas permitem que os utilizadores abram simplesmente a porta e entrem, em vez de se equilibrarem num só pé e pisarem as paredes da banheira. A facilidade de entrada e saída reduz consideravelmente o risco de escorregadelas e quedas. A maioria das banheiras walk-in também tem um assento à altura de uma cadeira, mas algumas que têm a mesma configuração básica de uma banheira normal não têm assento. 
Em alguns casos, uma porta que abre para dentro pode ser considerada uma desvantagem, uma vez que o acesso de emergência não é possível porque a pressão da água na porta a mantém fechada. Este tipo de portas também facilita o acesso dos utilizadores que necessitam de fazer uma transferência lateral de uma cadeira de rodas para aceder à zona de banho. Outras banheiras têm paredes laterais que sobem e descem, e outras têm portas que deslizam para dentro da parede da banheira.

## Banheira de bebé
A banheira para bebés é utilizada para dar banho aos bebés, especialmente àqueles que ainda não se conseguem sentar sozinhos. Pode ser uma pequena banheira independente cheia de água de outra fonte, ou um dispositivo de apoio para bebés que se encaixa numa banheira normal. Muitos são concebidos de forma a que a criança se possa inclinar para trás, mantendo a cabeça acima da água.